# Rosyjski Oddział Pomocniczy
Rosyjski Oddział Pomocniczy (niem. Russische Hilfstruppe, ros. Русский вспомогательный отряд) – emigracyjny rosyjski oddział paramilitarny w Niemczech w latach 20. XX w.
W 1924 w Berlinie został utworzony klub młodzieżowy, grupujący Białych Rosjan – faszystów. Podjęli oni współpracę z NSDAP Adolfa Hitlera. Powstał tzw. rosyjski oddział pomocniczy, w skład którego weszli weterani Zachodniej Armii Ochotniczej księcia gen. Pawła R. Bermondta-Awałowa i emigracyjna młodzież rosyjska. Oddział działał w Brandenburgii. Uczestniczył regularnie w marszach urządzanych przez członków nazistowskich bojówek paramilitarnych SA. Wspólnie zwalczał wrogie bojówki Komunistycznej Partii Niemiec. W posiadłości junkra Wilhelma von Flotowa były urządzane wraz z niemieckimi nazistami szkolenia bojowe. W 1928 r. Rosjanie zostali włączeni w skład struktur SA w Berlinie-Schöneberg.